# Павлоу, Стэл
Стэлиос Грант Павлоу (англ. Stelios Grant Pavlou, 22 ноября 1970, Джиллингем, графство Кент, Великобритания) — британский писатель и киносценарист.

## Биография
Стэл Павлоу родился в графстве Кент в семье греков кипрского происхождения. Он рос в Рочестере и Чатеме, посещал среднюю школу Чатема для мальчиков. Средний ребёнок из трёх в семье, его младший брат — музыкант и писатель Луи Павлоу (англ. Louis Pavlou).
Павлоу посещал Ливерпульский университет Хоуп, когда тот был ещё одним из колледжей Ливерпульского университета.

## Творчество
Киносценарист, романист, автор бестселлера «Код Атлантиды» (англ. Decipher), опубликованного в Англии в 2001 году, а в США в 2002 году. Книга переведена на многие европейские языки, в Италии и России вышла под наименованием «Код Атлантиды», в Германии — «Код Зеро» (нем. Code Zero).
Также является автором триллера «Троянский конь» (англ. Gene) (2005 год), ряда рассказов.
По сценарию Павлоу «51-й штат» (англ. The 51st State), был снят фильм Формула 51.